# امامزاده سیدالمرسلین
امامزاده سید المرسلین مربوط به دوره قاجار است و در سمنان، محله قدیمی کوشمغان، خیابان حکیم الهی واقع شده و این اثر در تاریخ ۱۰ مهر ۱۳۸۰ با شمارهٔ ثبت ۴۱۴۲ به‌عنوان یکی از آثار ملی ایران به ثبت رسیده است.